# Metàfisi
La metàfisi és una zona intermèdia dels ossos llargs que està situada entre la zona central que es diu diàfisi i els extrems o epífisi.

## Descripció
La metàfisi es pot dividir anatòmicament en tres components en funció del contingut de teixit: un component cartilaginós (placa epifisària), un component ossi (metàfisi) i un component fibrós que envolta la perifèria de la placa. La placa de creixement sincronitza la condrogènesi amb osteogènesi o creixement de cartílags intersticials amb un creixement de l'os a la vegada que va creixent d'amplada, portant càrrega i responent a forces i factors locals i sistèmics.
La zona de la metàfisi està ocupada per un teixit cartilaginós que anomenat cartílag de creixement, gràcies al qual l'os pot augmentar la seva longitud de forma progressiva, de fet creix durant la infància i a mesura que creix s'ossifica prop de la diàfisi i les epífisis.
Quan acaba el creixement ossi, fet que passa en els humans al voltant dels 18 anys per a les dones i dels 21 anys per als homes, el cartílag de creixement de la metàfisi és substituït per teixit ossi esponjós i d'aquesta manera la diàfisi i l'epífisi queden unides i ja no és possible que l'os augmenti la seva longitud, la zona d'unió es coneix a partir d'aquest moment com a línia epifisària.
Els grans ossos llargs fèmur, tíbia, peroné, húmer, cúbit i radi tenen dos metàfisi, un a cada costat, la que està més pròxima a l'arrel del membre es diu proximal i la més allunyada distal.
En els ossos més curts com falanges, metacarpians i metatarsians, hi ha solament una metàfisi que està localitzada en el cas de les falanges, primers metacarpians i metatarsians en la porció proximal i en la resta en la porció distal.

## Clínica

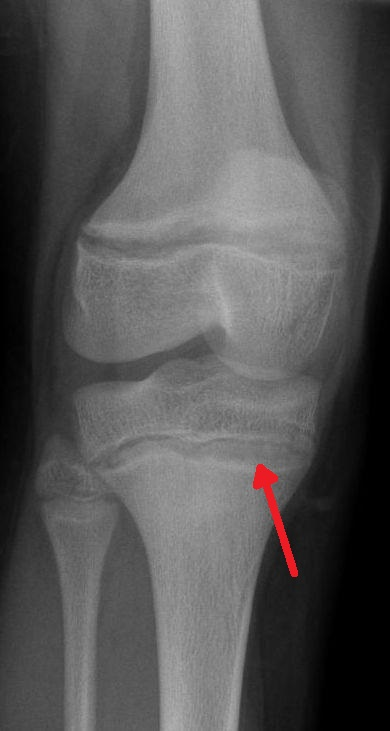
Una radiografia que demostra la troballa característica de la intoxicació per plom en humans: línies denses a la metàfisi

A causa del seu gran subministrament de sang i la seva estasi vascular, les metàfisis dels ossos llargs són propenses a la propagació hematògena de l'osteomielitis en els nens.
Els tumors o lesions metafisals inclouen osteosarcoma, condrosarcoma, fibrosarcoma, osteoblastoma, encondroma, displàsia fibrosa, quist ossi simple, quist ossi aneurismal, fibroma no ossificant i osteoma osteoide.